# Mascagnia ovatifolia
Mascagnia ovatifolia är en tvåhjärtbladig växtart som först beskrevs av Carl Sigismund Kunth, och fick sitt nu gällande namn av August Heinrich Rudolf Grisebach. Mascagnia ovatifolia ingår i släktet Mascagnia och familjen Malpighiaceae. Inga underarter finns listade i Catalogue of Life.